# Kim You-lim
Dit is een Koreaanse naam; de familienaam is Kim.
Kim You-Lim (Koreaans: 김 유림) (Seoul, 3 februari 1990) is een schaatsster uit Zuid-Korea. Kim staat onder verschillende namen bekend, waaronder Kim Yu-Lim, Kim You-Lim, Kim Yoo-Lim, Kim Yu-Rim, Kim Yuu-Rim, en Kim Yoo-Rim.
Kim vertegenwoordigde haar vaderland op de Olympische Winterspelen 2006 in Turijn en de Olympische Winterspelen 2010 in Vancouver. Verder won ze in 2006 de gouden medaille op de wereldkampioenschappen allround voor junioren. In 2018 is zij nog steeds de jongste juniorenkampioen.

## Resultaten

### Olympische Winterspelen
| Jaar | Plaats    | Resultaten           |
| ---- | --------- | -------------------- |
| 2006 | Turijn    | 20e 500 m 28e 1000 m |
| 2010 | Vancouver | DNF 1000 m           |

### Wereldkampioenschappen
| Jaar | Plaats     | Resultaten                      |
| ---- | ---------- | ------------------------------- |
| 2006 | Heerenveen | 21e sprint                      |
| 2007 | Hamar      | 19e sprint                      |
| 2008 | Nagano     | 20e 500 m 15e 1000 m 16e 1500 m |

### Wereldbeker
| Seizoen   | 100 m | 500 m | 1000 m | 1500 m |
| --------- | ----- | ----- | ------ | ------ |
| 2005/2006 | -     | 50e   | 30e    | -      |
| 2006/2007 | -     | 31e   | 33e    | -      |
| 2007/2008 | 39e   | 40e   | 24e    | 38e    |
| 2008/2009 | -     | -     | 52e    | -      |
| 2009/2010 | -     | -     | 48e    | -      |

### Aziatische kampioenschappen
| Jaar | 500 m | 1000 m |
| ---- | ----- | ------ |
| 2007 | 5e    | Goud   |
| 2012 | Brons | Zilver |

### Zuid-Koreaanse kampioenschappen
| Jaar | 500 m  | 1000 m | 1500 m | sprint |
| ---- | ------ | ------ | ------ | ------ |
| 2006 | Zilver | Zilver | -      | Zilver |
| 2007 | Zilver | Goud   | -      | Goud   |
| 2008 | Brons  | Goud   | Zilver | Brons  |
| 2009 | 5e     | Zilver | 4e     | 4e     |
| 2010 | 5e     | 4e     | Brons  | Brons  |
| 2011 | -      | Brons  | -      | 5e     |
| 2012 | 5e     | 7e     | -      | 4e     |
| 2013 | 13e    | DNS    | -      | 9e     |
| 2014 | -      | -      | -      | 10e    |
| 2015 | -      | -      | -      | 11e    |
| 2016 | -      | 9e     | -      | -      |
| 2017 | -      | 13e    | -      | 12e    |

## Persoonlijke records
| Afstand    | Tijd    | Datum            | Baan           |
| ---------- | ------- | ---------------- | -------------- |
| 100 meter  | 11,10   | 16 december 2007 | Erfurt         |
| 500 meter  | 38,68   | 20 november 2005 | Salt Lake City |
| 1000 meter | 1.16,34 | 11 november 2007 | Salt Lake City |
| 1500 meter | 1.58,05 | 10 november 2007 | Salt Lake City |
| 3000 meter | 4.21,13 | 9 augustus 2009  | Calgary        |